# ECM Records
ECM Records (ECM) es una compañía discográfica independiente alemana con sede en Múnich, especializada en jazz, música clásica y música del mundo. Fue fundada en 1969 por Manfred Eicher.

## Historia
La compañía fue creada en 1969 por el músico y productor Manfred Eicher. La primera edición fue Free at Last, de Mal Waldron (1969). Las siglas ECM responden a "Edition of Contemporary Music" (Edición de Música Contemporánea). ECM es mundialmente reconocido como una discográfica de jazz, aunque también ha explorado más allá de las fronteras de esa música. Es un sello muy reputado entre las personas aficionadas al jazz más actual, tanto por la selección de sus artistas, como por sus cuidadas ediciones musicales.
La filosofía musical de ECM se puede sintetizar en una frase: "El buen arte de escuchar". Igualmente su política empresarial se ha basado en la calidad de sus artistas, entre los que se cuentan Chick Corea, Keith Jarrett, Jan Garbarek, Gary Burton, Pat Metheny, Ralph Towner, y otros muchos. El sello nació en unos momentos en que el rock estaba en pleno auge y el jazz comenzaba a sufrir cierta decadencia. Aun así, Eicher apostó por producir una música relajada, emocional, intimista y, por qué no decirlo, intelectual, a veces con toques místicos y sobre todo alejada de los cánones comerciales comunes, cercana a los postulados más innovadores del Third Stream. Si tuviésemos que usar una etiqueta fácil y simplificadora de la música del sello ECM, sería "jazz de vanguardia". No obstante, la variedad y el colorido de los artistas de su escudería se extiende a artistas tan variados, polifacéticos y conocidos entre los aficionados al jazz como Egberto Gismonti, John Abercrombie, White Tiger, Bill Connors, Pat Metheny, Gary Peacock, Miroslav Vitous, Dave Holland, Charlie Haden, Eddie Gómez, Marc Johnson, Palle Danielsson, Stanley Clarke, Jaco Pastorius, Jack DeJohnette, Kenny Wheeler, John Surman.

## Catálogo
Esta discográfica es conocida, sobre todo, por sus grabaciones de jazz, aunque también se ha interesado por muy diversos estilos, como el folk y la música del mundo. En este último género destacan las grabaciones de Jan Garbarek, así como la obra de Steve Tibbetts y Stephan Micus, también las grabaciones del músico tunecino Anouar Brahem, el violinista indio L. Shankar y el percusionista brasileño Naná Vasconcelos. De esta forma, ECM ha hecho una gran tarea para el mundo de la música, dando a conocer a los aficionados al jazz a músicos y estilos musicales de culturas, en principio, ajenas a esta música.
La división ECM New Series se creó en la década de 1980 para centrarse en la música clásica. Han editado obras y autores que van desde la música antigua como Thomas Tallis hasta la música clásica contemporánea como Arvo Pärt o Steve Reich. Keith Jarrett, muy conocido como músico de jazz, ha grabado también varios discos de música clásica de obras de Johann Sebastian Bach, Georg Friedrich Händel, Wolfgang Amadeus Mozart y Dmitri Shostakóvich.